# Shellac
Shellac (иногда Shellac of North America; «Шеллак») — американская рок-группа из Чикаго, состоящая из Стива Альбини (гитара, вокал), Боба Вестона (бас-гитара, вокал), и Тодда Трэйнера (ударные, вокал). Журналисты приписывают группу к таким жанрам, как нойз-рок, пост-хардкор, мат-рок. Сами музыканты описывают свою группу, как «минималистичное рок-трио» (англ. minimalist rock trio).

## История
Группа Shellac была основана в Чикаго (Иллинойс) в 1992 году. Изначально это был импровизационный проект гитариста Стива Альбини и ударника Тодда Трэйнера. Бас-гитаристом проекта был бывший басист группы Naked Raygun — Кэмило Гонсалес, но вскоре его место навсегда занял Боб Вестон, до этого игравший в бостонской группе Volcano Suns.
Своеобразный, минималистичный звук Shellac основан на нестандартных и назойливых размерностях, повторяющихся монотонных ритмах и скрипящем гитарном саунде. Звук группы во многом определяются любовью музыкантов к винтажным гитарам Travis Bean, редким инструментам с алюминиевой начинкой, а также к звуку дисторшн эффект-педали «Harmonic Percolator» от фирмы Interfax. Обычно песни не имеют традиционной структуры типа куплет-припев-куплет. И Вестон, и Альбини помимо участия в группе профессионально занимаются звукорежиссированием. Оба предпочитают аналоговые технологии записи, без наложений и всегда внимательно относятся к выбору аппарата и расположению микрофонов при записи. Стиву Альбини принадлежит студия звукозаписи Electrical Audio.
Сюрреалистичные, полные сарказма тексты группы писали Альбини и Вестон. При этом, тексты очень персональны — Альбини упоминал, что не видит смысла петь об очевидных политических взглядах и предпочитал концентрироваться на личном: «Много времени тратится на объяснение очевидных вещей, когда слушатель сам давно для себя решил. По мне лучше петь о чем-то своем, уникальном в своей персональности».
Обычно во время живых выступлений Shellac между песнями отвечают, порой в шутливой форме, на вопросы, выкрикиваемые публикой из зала.
В 1997 году группа записала инструментальный альбом, известный как The Futurist для труппы современного танца под названием «LaLaLa Human Steps». Запись вышла ограниченным тиражом в 700 копий, на виниловых пластинках и музыканты дарили эти записи своим друзьям и знакомым. Передняя обложка пластинки представляет собой список её получателей. На каждой врученной копии пластинки музыканты обводили имя получателя. Группа до сих пор отыскала не всех получателей пластинки. Стоит отметить, что на одном из фан-сайтов группы Shellac и других проектов Стива Альбини, поклонники составили аннотированный список людей с обложки пластинки The Futurist.
В 2002 году группа курировала фестиваль All Tomorrow’s Parties. Понимая, что многие придут на фестиваль только для того, чтобы посмотреть выступление Shellac, участники группы каждый день приходили самыми первыми и смотрели выступления всех групп, побуждая посетителей фестиваля следовать их примеру. Выступать на фестивале участники группы пригласили: The Fall, Will Oldham, Nina Nastasia, Rachel's, Mission of Burma, Silkworm, Threnody Ensemble, Shipping News, High Dependency Unit, Arcwelder, The Breeders, David Lovering, Blonde Redhead, Wire, Zeni Geva, OXES, Flour, Smog, Cheap Trick, Danielson Famile, The Ex, и Dianogah.
В 2024 году лидер группы Стив Альбини умер от сердечного приступа в возрасте 61 года.

## Дискография
- At Action Park (1994)
- The Futurist (1997)
- Terraform (1998)
- 1000 Hurts (2000)
- Excellent Italian Greyhound (2007)
- Dude Incredible (2014)
- To All Trains (2024)